# Banchinae
Sous-famille
Les Banchinae sont une sous-famille d'insectes du sous-ordre des Apocrites (les Apocrites sont caractérisés par un net étranglement entre le thorax et l'abdomen) et de la famille des Ichneumonidae.

## Liste des tribus et genres
Selon BioLib (11 mai 2019) :
- tribu Atrophini
  - genre Alloplasta Foerster, 1868
  - genre Arenetra Holmgren, 1859
  - genre Banchopsis Rudow, 1886
  - genre Brachychroa Townes, 1978
  - genre Cecidopimpla Brèthes, 1920
  - genre Cryptopimpla Taschenberg, 1863
  - genre Helotorus Townes, 1978
  - genre Himertosoma Schmiedeknecht, 1900
  - genre Lissonota Gravenhorst, 1829
  - genre Lissonotidea Hellen, 1949
  - genre Odinophora Forster, 1869
  - genre Syzeuctus Foerster, 1868
  - genre Tossinolodes Aubert, 1984
- tribu Banchini
  - genre Agathilla Westwood, 1882
  - genre Banchus Fabricius, 1798
  - genre Catadacus Townes, 1970
  - genre Ceratogastra Ashmead, 1900
  - genre Exetastes Gravenhorst, 1829
  - genre Geraldus Fitton, 1987
  - genre Neoexetastes Graf, 1984
  - genre Philogalleria Cameron, 1912
  - genre Rynchobanchus Kriechbaumer, 1894
  - genre Tetractenion Seyrig, 1932
- tribu Glyptini
  - genre Apophua Morley, 1913
  - genre Australoglypta
  - genre Cephaloglypta Obrtel, 1956
  - genre Glypta Gravenhorst, 1829
  - genre Levibasis
  - genre Sachtlebenia Townes, 1963
  - genre Sjostedtiella
  - genre Sphelodon
  - genre Teleutaea Förster, 1869
  - genre Townesion
  - genre Zaglyptomorpha
  - genre Zygoglypta
- genre Amphirhachis Townes, 1969
- genre Leptobatopsis